# انجمن اسپرانتوی بریتانیا

آرم انجمن اسپرانتوی بریتانیا

انجمن اسپرانتوی بریتانیا (به انگلیسی: Esperanto Association of Britain (EAB))، (به اسپرانتو: Esperanto-Asocio de Britio) تأسیس‌شده در سال ۱۹۰۴، سازمانی ثبت شده، غیرانتفاعی و فرهنگی-تربیتی است که هدف آن آشناسازی عموم با زبان فراساختهٔ اسپرانتو است.

## اهم فعالیت‌ها
ازجمله فعالیت‌های این انجمن، اطلاع‌رسانی در مورد زبان، ادبیات و فرهنگ اسپرانتو، و نشر آثار در مورد یا به زبان اسپرانتو، و برگزاری کلاس‌ها، سخن‌رانی‌ها و همایش‌های اسپرانتوئی است.
دربین مواد چاپی این سازمان موارد زیر از مهم‌ترین‌ها هستند:
- کتاب‌های آموزشی
- اسپرانتیست انگلیسی (La Brita Esperantisto) مجله‌ای ادبی
- به‌روزرسانی اسپرانتو (Esperanto Update) نشریه‌ای که عمدتاً به زبان انگلیسی و دربارهٔ فعالیت‌های مرتبط با جنبش اسپرانتو است.

## مقر این سازمان
تا سال ۲۰۰۱ مقر دفاتر اصلی این انجمن در خیابان هلند پارک (Holland Park Avenue) واقع در لندن بود، و از آوریل این سال به بارلاستون (Barlaston)، استوک-آن-ترنت در استافوردشر منتقل گردید. یکی از بخش‌های این سازمان کتاب‌خانه‌ی مونتاگو باتلر (Montagu Butler Library) است، که یکی از بزرگ‌ترین و مهم‌ترین مجموعه‌های آثار مربوط به زبان اسپرانتو یا به این زبان فراساخته، را در خود جای داده است. این کتاب‌خانه به افتخار مونتاگو سی. باتلر به این نام مزین گردیده است.